# Skruelinje
En skruelinje eller helix er en snoet form som en fjeder, skrue eller spiraltrappe. Skruelinjer er vigtige i biologi, eftersom DNA er skruelinjet, og mange proteiner har skruelinske delstrukturer, måske kendt som alphaskruelinjer.
Vi gør forskel på højrehåndede og venstrehåndede skruelinjer. Hvis du flytter langs en skruelinje i retningen af din højre hånds tommelfinger, og skruelinjen drejer i retningen af din højre hånds fingre, så er den en højrehåndet skruelinje, ellers en venstrehåndet. En anden måde at visualisere denne forskel: forestille sig skruelinjen vertikal; hvis de forreste tråde drejer fra venstre-underside til højre-overside, så er den en højrehåndet skruelinje. Bemærk at håndetheden (eller chiraliteten) er et egenskab af skruelinjen, ikke af perspektivet: du kan dreje en højrehåndet skruelinje rundt og den er stadig højrehåndet.
De fleste skruer er højrehåndede skruelinjer. Alphaskruelinjen i biologi samt A og B formene af DNA er også højrehåndede skruelinjer. Z-formen af DNA er venstrehåndet.
Frekvensen (?) af en skruelinje er længden af en hel skruelinjedrejning, målt langs skruelinjens akse.
I matematik er en skruelinje en kurve i et tredimensionalt rum. De følgende tre ligninger i rektangulære koordinater definerer en skruelinje:
x = cos t
y = sin t
z = t
Her er t en reel parameter. Efter som t vokser, sporer punktet (x, y, z) en højrehåndet skruelinje med frekvensen 2π rundt om z-aksen, i et højrehåndet koordinatsystem.
I cylindriske koordinater (r, θ, h), beskrives den samme skruelinje ved:
r = 1
θ = h
Bortset fra rotationer, translationer og ændringer/strækninger af skala, er alle højrehåndede skruelinjer ækvivalente med skruelinjen defineret ovenover.